# 越智武臣
越智 武臣（おち たけおみ、1923年（大正12年）11月20日 - 2006年（平成18年）1月10日）は、日本の西洋史学者。京都大学名誉教授。専門は近代イギリス史。

## 経歴
1923年、愛媛県で生まれた。第三高等学校を卒業後、兵役についた。戦後京都大学文学部に進学し、1948年に卒業。英国ハル大学に留学して学んだ。
1952年、京大文学部助教授に就任。1969年、学位論文『近代英国の起源』を京都大学に提出して文学博士号を取得。1970年に教授昇格。1987年に京都大学を定年退官し、名誉教授となった。その後は京都橘女子大学教授として教鞭をとり、1989年に同大学学長に就いた。

## 著作
著書
- 『近代英国の起源』ミネルヴァ書房 1966
- 『近代英国の発見 戦後史学の彼方』ミネルヴァ書房 1990

翻訳
- 『宗教と資本主義の興隆 歴史的研究』トーニー著、出口勇蔵共訳 岩波文庫 1956-1959
- 『ウィッグ史観批判 現代歴史学の反省』ハーバート・バターフィールド著、共訳、未来社 1967
- 『宗教改革の時代：1517-1559』G.R.エルトン著、みすず書房 1973
- 『英国革命1600-1660：シンポジオン』エリック・アイヴズ（英語版）編、監訳、京都大学西洋史学科英国史研究セミナー訳、ミネルヴァ書房 1974
- 『旧世界と新世界：1492-1650』J.H.エリオット（英語版）著、川北稔共訳 岩波書店 1975
- 『大航海時代叢書 第2期 18（イギリスの航海と植民 2）西方植民論』ハクルート 岩波書店 1985

## 参考
- 越智武臣とは - コトバンク
- 越智武臣「わが師図書館」『静脩』第22巻第1号、京都大学附属図書館、1985年9月、1-3頁、CRID 1050001202108454272、hdl:2433/36943、ISSN 0582-4478。